# Гай Калпурний Пизон (консул 111 г.)
Вижте пояснителната страница за други личности с името Гай Калпурний Пизон.
Гай Калпурний Пизон (на латински: Gaius Calpurnius Piso) e политик и сенатор на Римската империя през 1 и 2 век.
Произлиза от клон Пизон на фамилията Калпурнии. През 111 г. Гай Калпурний Пизон е консул заедно с Марк Ветий Болан.
Той е баща на Сервий Калпурний Сципион Орфит (консул 172 г.) и на Луций Калпурний Пизон (консул 175 г.).